# Lessozavodsk
Lessozavodsk (en russe : Лесозаводск) est une ville du kraï du Primorié, dans l'Extrême-Orient russe. Sa population s'élevait à 34 479 habitants en 2022.

## Géographie
La ville est située sur la rivière Oussouri, un affluent de l'Amour, à seulement 10 km de la frontière chinoise et à 287 km au nord-est de Vladivostok.

## Histoire
L'origine de la ville remonte à 1924 avec la mise en place d'une nouvelle usine près d'une scierie qui appartenait autrefois à un négociant nommé Borodine. La localité voisine s'appelait Dalles (en russe : Дальлес). En 1932, elle fusionna avec Novostroïka pour former la commune urbaine de Lessozavodsk, qui reçut le statut de ville en 1938.

## Population
Recensements (*) ou estimations de la population:
| 1939*  | 1959*  | 1970*  | 1979*  | 1989*  |
| ------ | ------ | ------ | ------ | ------ |
| 24 078 | 32 124 | 34 957 | 38 790 | 44 065 |

| 2002*  | 2006   | 2010*  | 2012   | 2013   |
| ------ | ------ | ------ | ------ | ------ |
| 42 185 | 41 954 | 37 034 | 36 843 | 36 892 |

| 2022   | - | - | - | - |
| ------ | - | - | - | - |
| 34 479 | - | - | - | - |

## Transports
Lessozavodsk possède une gare ferroviaire sur le Transsibérien, la gare de Roujino, à 8 934 km de Moscou. La route M60 Oussouri – Khabarovsk – Vladivostok passe à environ 10 km à l'est de la ville.